# Mikołaj Lebedyński
Mikołaj Lebedyński (Stettino, 14 ottobre 1990) è un calciatore polacco, attaccante del Chrobry Głogów.

## Carriera
Ha giocato nella massima serie dei campionati olandese, svedese e polacco.